# My Heart Is Broken
My Heart Is Broken – ballada rockowa amerykańskiego zespołu Evanescence. Została wydana 14 listopada 2011 roku jako drugi singiel z ich trzeciego albumu Evanescence. Piosenka została napisana przez Amy Lee, Terry’ego Balsamo, Tima McCorda i Zacha Williamsa, a produkcja była obsługiwana przez Nicka Raskulinecza. Muzycznie, „My Heart Is Broken” jest graną w szybkim tempie rockową balladą, która rozpoczyna się fortepianem i śpiewem Lee przed przejściem do gitar i perkusji. Lee wyznała, że utwór został napisany po obejrzeniu ofiar handlu seksem.
Utwór otrzymał pochlebne recenzje od krytyków muzycznych, którzy pochwalili śpiew Lee, wraz z towarzyszeniem fortepianu, gitary i perkusji. Piosenka osiągnęła 36 pozycję na Austrian Singles Chart. Jest również częścią setlisty zespołu na trzecim tournée po całym świecie, w celu wsparcia Evanescence.

## Opis utworu
„My Heart Is Broken” zostało napisane przez Amy Lee, Terry’ego Balsamo, Tima McCorda i Zacha Williamsa i zostało wyprodukowane przez Nicka Raskulinecza. Piosenka została nagrana w Blackbird Studio w Nashville w Tennessee. W wywiadzie, Amy Lee stwierdziła, że pierwotnie napisała piosenkę na harfę. Dodała, że zespół napisał utwór wraz z What You Want, a partia fortepianu na początku utworu została napisana na harfę, która była wolniejszym i łatwiejszym instrumentem dla niej. Jednakże podczas wstępnej produkcji Evanescence zmieniło tempo utworu na szybsze, więc kiedy nadszedł czas, aby nagrać utwór, nie można było zagrać go na harfie. Lee powiedziała, że piosenka brzmiała lepiej z partią fortepianu, bo to był silniejszy i bardziej widoczny instrument, który sprawił, że utwór stał się „jednym z najbardziej pasjonujących utworów w całym albumie”. W innym wywiadzie dla magazynu rockowego Kerrang! Lee ujawniła inspirację „My Heart Is Broken”, mówiąc: „Mój dobry przyjaciel prowadzi organizację w Nowym Jorku, która ratuje ofiary handlu seksem. Ja i mój mąż zaangażowaliśmy się i naprawdę byliśmy wzruszeni i przerażeni. Jak pisałam piosenkę przenosiłam się w to miejsce – jak to byłoby być uwięzionym? Zagrożonym? Samotnym? Nie być w stanie komuś powiedzieć, co się dzieje, bojąc się, co się stanie?”.
Piosenka jest balladą, która zaczyna się od gry na fortepianie i Lee śpiewa: „Nigdy nie znajdę sposobu, aby uzdrowić moją duszę / I będę wędrować aż do końca czasu / Oderwana od ciebie / Moje serce jest złamane” podczas refrenu piosenki.

## Wydanie
Utwór miał swoją premierę on-line przed oficjalnym wydaniem albumu 27 września 2011 roku. W dniu 22 sierpnia 2011, Lee udała się do Toronto’s Liberty Studios, aby pokazać podgląd pięciu opanowanych piosenek z nowej płyty do wybranego tłumu trzydziestu osób. „My Heart Is Broken” była jedną z pięciu tych piosenek. Podczas wywiadu z MTV News, zespół ujawnił, że chcieli umieścić piosenkę na ścieżce dźwiękowej do filmu Saga Zmierzch: Przed Świtem. Will Hunt, perkusista zespołu powiedział: „Wołałem o to, by „My Heart Is Broken” umieścić tam, bo myślę, że pasowała by do fabuły bardzo dobrze. Wciągnąłem się w wir „Zmierzchu” przez dziewczyny w domu, więc musiałem to obejrzeć”. Jednak piosenka nie znalazła się na ścieżce dźwiękowej. Podczas wywiadu z NME, Lee potwierdziła, że utwór zostanie wydany jako drugi singiel z albumu. Utwór został wysłany do popowych stacji radiowych w USA w dniu 1 listopada 2011 roku. Został także podany w głównych stacjach radiowych w tym samym dniu. Piosenka została udostępniona do ściągnięcia w dniu 14 listopada 2011 roku.

## Teledysk
Zdjęcia do teledysku do „My Heart Is Broken” rozpoczęły się w dniu 1 grudnia 2011 roku. Został nakręcony w Los Angeles. Był reżyserowany przez Deana Karra i ukazał się w dniu 24 stycznia 2012 roku. Podczas wywiadu z MTV News, Lee stwierdziła, że klip do utworu jest eteryczny. Powiedziała także: „To [video] będzie wyglądać zupełnie inaczej. Pierwsze video do „What You Want”, było bardzo realne, a to jest bardzo surrealistyczne. Lee stwierdziła również, że aby uzyskać surrealizm w video, czerpała inspirację z horroru Paperhouse (1988).

## Występy na żywo
Evanescence wykonało „My Heart Is Broken” na żywo po raz pierwszy na festiwalu Rock in Rio, 2 października 2011. Później dodało utwór do setlisty na trzecie tournée po całym świecie. Sophie Schillaci z The Hollywood Reporter napisała, że „wysoko energetyczny i niezaprzeczalnie silny wokal” Lee był najlepszy w czasie spektaklu „My Heart Is Broken”.

## Lista utworów
digital download
1. „My Heart Is Broken” – 4:30
2. „My Heart Is Broken” (rock mix) – 4:29
3. „My Heart Is Broken” (pop mix) – 4:02